# Ulotrichopus mesoleuca
Ulotrichopus mesoleuca là một loài bướm đêm trong họ Erebidae.